# John Philip Kemble

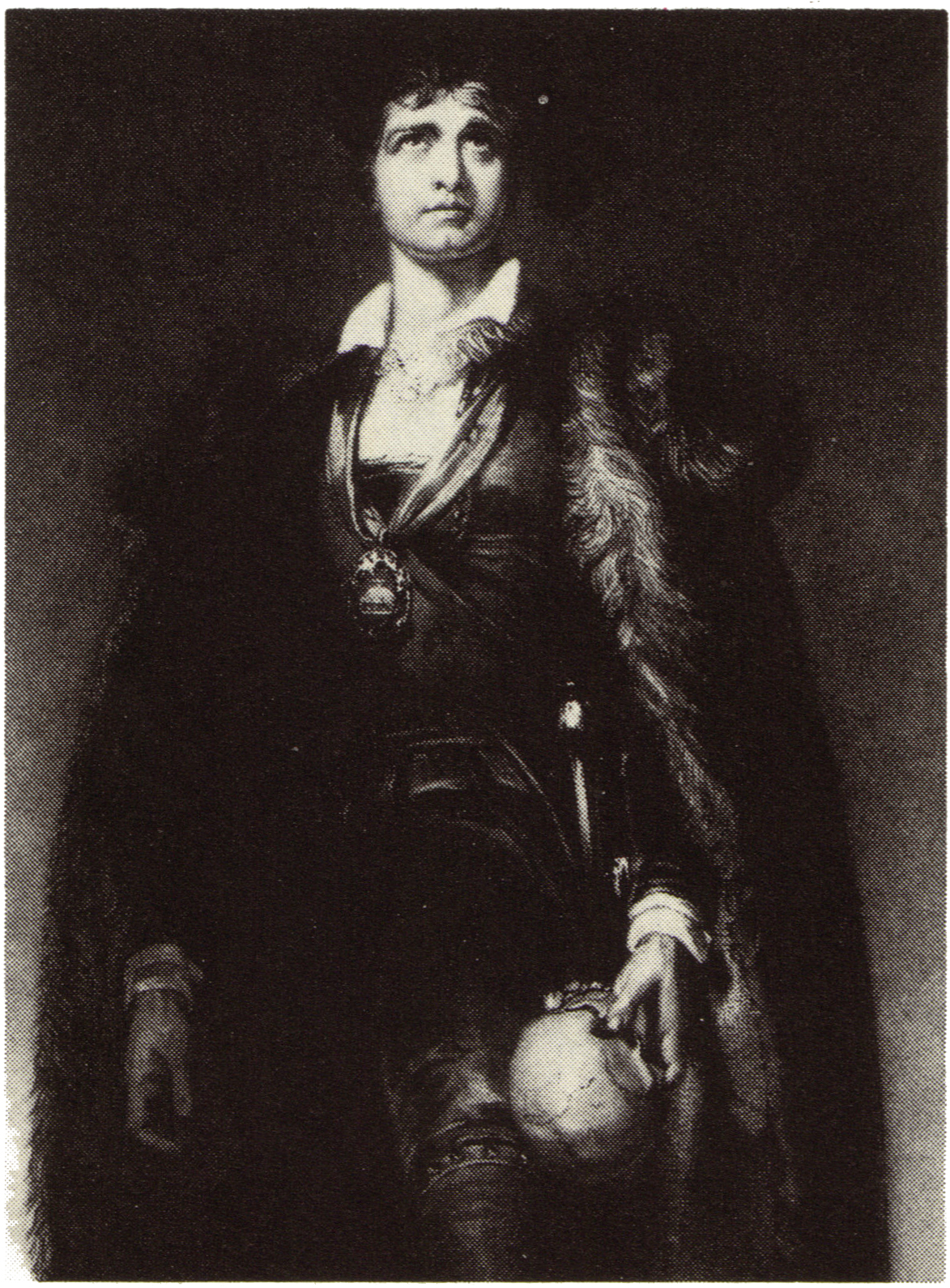
John Philip Kemble como Hamlet (1802). Pintura de Thomas Lawrence, um dos principais retratistas britânicos do início do século XIX.

John Philip Kemble (Lancashire, Inglaterra, 1 de fevereiro de 1757 – Lausanne, Suíça, 26 de fevereiro de 1823) foi um ator inglês popular na sua época. Administrou os teatros Drury Lane e Coven Garden, onde suas reformas melhoraram o status da profissão teatral.
Atuou em papéis pesados no estilo em voga, artificial e escultural. De acordo com a Encyclopedia Britannica,  ele era excelente em declamação, mas não conseguia expressar emoções fortes e sutis.
Seu papel mais famoso foi o de Brutus em Júlio César de Shakespeare e o protagonista em Hamlet, e mesmo Coriolano.

## Duelo entre artistas
Em 1792, o então seu gerente adjunto na companhia do Teatro de Drury Lane, James Aickin (irmão do também actor Francis Aickin) toma ofensa na forma de gestão de Kemble, e desafia-o para um duelo. Os actores duelam à pistola num campo em Marylebone, secundados ambos por Charles Bannister. Aickin dispara e falha, e Kemble recusa disparar em retorno. Ambos então se reconciliam. Kemble explicaria posteriormente, que "viu pelo nivelar [da pistola] do seu adversário que não se encontrava em qualquer perigo".

## Tributos
Um busto de Kemble feito por Charles Molloy Westmacott foi exibido na Academia Real Inglesa em 1822.
Letitia Elizabeth Landon publicou um tributo poético a Kemble em Fisher's Drawing Room Scrap Book, 1834.